# Кулак
Кулак (от руски: „юмрук“) e пейоративно определение в комунистическата пропаганда в Съветския съюз, по-късно разпространено в България и други социалистически страни, отнасящо се за относително заможни селяни, смятани за потенциални противници на колективизацията и тоталитарния режим.

## Кулаци в Русия и СССР
Създадено е и придобива популярност в Русия преди Октомврийската революция, като е използвано за обозначаване на определена селска прослойка – частни лица, даващи пари назаем, обикновено срещу ипотека. Познатата днес широко разпространена употреба на термина е характерна за терминологията на руския марксизъм, има по-друго съдържание и възниква през 1920-те и 1930-те години в СССР, по време на колективизацията на земята.
Съгласно марксическата теория от 1920-те години селячеството се дели на няколко групи.
- Кулаци – така са наричани по-заможните селяни, които използват наемен труд, притежават търговски или производствени обекти за услуги или за обработка на селскостопански продукт. Точно определение на характерните признаци на кулачеството не са дадени, както и няма законови документи за размера на богатството или влиянието им в селските общински управи. Кулакът е наричан „класов враг“. Тази неопределеност на понятието е позволявало всяка съпротива срещу социалистическото управление да бъде обозначавана като кулашка и да се прилагат различни репресивни мерки в процеса на т. нар. „разкулачване“. За „народни врагове“ и кулаци са обявявани дори семейства, които не искат доброволно да предадат единствената си крава в колхоза. Така в болшевишката теория и управленческа практика се налага този термин и не означава хора с влияние, не е някаква морална или нравствена характеристика, а обозначава враг и придобива политизиран смисъл и значение. Понятието „кулак“ Владимир Ленин формулира по следния начин:

„Кулак: всеки селянин, който е произвел пшеница (храна) със своя труд и даже без използването на наемен труд, но крие пшеницата, се превръща в експлоататор, кулак, спекулант.“
- Селски бедняци, предлагащи труда си срещу заплащане като наемни работници.
- Средни селяни, които в икономическо отношение са между горните 2 категории – притежават собственост и с труда си получават доходи за семействата си.

През 1929 година съветското правителство дефинира кулака като човек, „който наема чужд труд, притежател на мелница, гатер или техника, които отдава под наем, занимава се с търговия и лихварство и въобще има други нетрудови приходи, в това число и свещенически“. На 27 декември 1929 година Сталин формулира като задача „ликвидацията на кулачеството като класа“. На 30 януари 1930 година е прието Постановление на ЦК на ВКП(б) „За мерките по ликвидация на кулашките стопанства в районите на пълна колективизация“, след което се пристъпва към масово разкулачване, т.е. изселване на включените в списъците на кулаците селски стопани, както и на членове от семействата им.

## Кулаци в България
В първите години на комунистическия режим в България се използват различни пейоративни определения на средната класа в селата, като например „селски думбази“, но скоро се налага русизмът „кулаци“ (понякога изписван като „колаци“, вероятно свързвайки го с обредните хлябове с това име), който има вече утвърдена употреба в съветската пропаганда. Терминът и тук е употребяван за насаждане отрицателно отношение към селяни, неприемащи колективизацията и създаването на ТКЗС в страната.
В своя реч от 1947 година завеждащият Селския отдел на Централния комитет на Българската комунистическа партия Титко Черноколев дава дефиниция на кулаците, следваща плътно съветската – хора в селата, които използват наемен труд или се занимават с неземеделска дейност. Със Закона за национализацията от 1947 година повечето дребни занаятчийски и промишлени предприятия в селата са национализирани, а малко след това Законът за намаляване броя на кръчмите и ограничаване на пиянството почти ликвидира частната собственост в този сектор, засягайки хиляди собственици.
Това не е само морална категория, а и политическа репресия срещу земеделските собственици с методите на държавното управление, дори и след приемането им в ТКЗС. Оценката и обявяването за „враг на народа“ и кулак на даден селянин е оставено да се извърши от местните партийни органи. Политическото преследване на кулаците и семействата им, репресиите срещу тях и лишаването им от собственост е наричано „разкулачване“. То се извършва както от местните, така и от държавните органи на властта, без никакво правно основание и без никакви причини за нарушениия съгласно законите на страната.
Практически с отнемането на собствеността те са превръщани в пролетарии. Въпреки това съдбата на всеки от семейството на кулак, в т. ч. и децата, се предопределя и от официално издавани характеристики от местните партийни и общински структури. Те са предназначени да следват лицето в трудови, милиционерски или други държавни структури и се изискват и издават при всяка промяна в битието на хората до края на живота им, независимо от това че правената проверка се извършва от органи, понякога териториално разположени много далеч, от мястото където е обявен „врагът на народа“. Тези характеристики се съхраняват секретно в трудовите и други досиета и се приемат като абсолютна истина, не подлежат на какъвто и да е контрол, не подлежат на проверка или на правно опровергаване на фактите в тях чрез съдебни решения. Това определя отношението към лицата за работа, обучение особено във висшите учебни заведения, задгранични пътувания или работа зад граница и др., защото се определят като неблагонадеждни, описват се като „врагове на народа“, които „не приемат мероприятията на народната власт“, въпреки че „нямат противообществени прояви“.